# Elandslaagtei csata
Az elandslaagtei csata 1899-ben volt, ez volt a második búr háború harmadik csatája. Az ütközet váltakozó szerencsével folyt, hosszas öldöklés után a brit túlerő legyűrte a búr ellenállást. Az angol parancsnok John French tábornok és Ian Hamilton tábornok volt, az előkészületekben részt vett White tábornok is. A búr erők parancsnoka Johannes Kock tábornok volt, aki a csata során életét vesztette.

## Előzmények, előkészületek
1899. október 19-én a búrok amerikai, ír, német és francia önkéntesekkel egyetemben elfoglalták Elandslaagte falu vasútállomását, ezzel nagyban hátráltatva a briteket a közlekedésben és a kommunikációban.  Sir George White tábornok, John French és Ian Hamilton számára azt a feladatot adta, hogy foglalja vissza e létfontosságú pontot.
White tábornok már korábban is szerette volna megvédeni az állomást, mert később innen akart erőket csoportosítani Ladysmith felé. A búrok a háború kitörésekor négy kisebb-nagyobb sereget küldtek a térségbe és ezek közül a 3.-nak Johannes Kock tábornok seregének volt a feladata, hogy elfoglalja  az állomást. Ezzel meg akarták akadályozni a briteket abban, hogy erősítést tudjanak küldeni Ladysmith, és Dundee megsegítésére.

### A búr sereg állapota
Johannes Kock tábornoknak a feladata az volt, hogy elfoglalja a vasútállomást, és megakadályozza a brit erősítések áthaladását a Ladysmith−Dundee-vasútvonalon. Ennek végrehajtására körülbelül 1100 búr katonát kapott, és néhány Krupp művekben gyártott német ágyút. 
A megelőző hónapokban, Piet Joubert búr tábornok, 30 000  német Mauser puskát, számos modern tábori löveget és automata fegyvert vásárolt a német fegyvergyártó a Krupp és a francia cég a Creusot-tól. A búrok nem voltak sem fegyelmezettek, sem képzettek, de hatalmas ellenszenvet éreztek a britek iránt, ez pedig kihatott a morálra. A városi polgárok és a külföldi önkéntesek azonnal elfogadták  a  búrok harci módszereit.

### A brit sereg állapota
A búr háború komoly meglepetést jelentett a brit hadsereg számára. A háború kitörése után a brit taktika az egylövetű lőfegyver használata lett. Annak a szükségességét, hogy szoros formációban kell haladni hangsúlyozták az újabb, és újabb gyarmati háborúk. A zulu és a szudáni háború, a nyomasztó ellenséges túlerő háttérbe szorította a szúrófegyvereket, mert a közelharcos ellenséget minél távolabb kellett tartani a távolsági lövészetben erős angoloknak. A brit ezredek a háború előtt néhány évvel kaptak új sisakot a trópusi harcokra. A britek tanulva az első búr háborús hibáikból próbáltak nem feltűnő, terepszínű öltözetet viselni.
A brit gyalogság Lee-Metford típusú puskákkal volt felfegyverezve. Azonban mivel a képzések nem voltak elég alaposak a modern puska nem élvezett olyan hatalmas előnyt mint amilyenre tervezték. Az Egyesült Királyság mozgósított kanadai, ausztráliai és új-zélandi katonákat is, így nem volt teljes egység a csapatok között.

## A csata menete

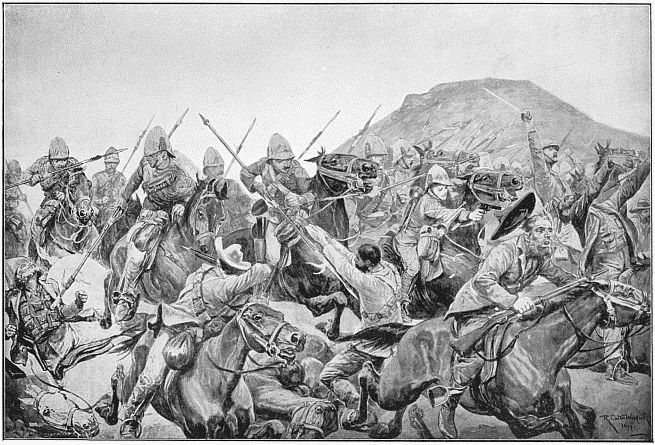
Az angol lovasság üldözi a menekülő búrokat

French és Hamilton úgy határozott, hogy összehangolt háromágú támadást indítanak a búrok ellen. A devonshire-i ezredet a búrok elleni frontális támadás megindításával küldték harcba. Jobbra a Manchester ezredet küldték, balra pedig a Gordon Felföldieket (skótokat, Gordon Highlanders) mint a búrok déli szárnyának biztosítóit. Közöttük a tüzérség haladt, és feladatuk az volt, hogy folyamatos tűz alatt tartsák a búr állásokat.
Az angol gyalogsági támadás lelassult amikor a britek elértek egy farmhoz, ahol szögesdrót-kerítések voltak felállítva. Ennél a helynél a brit erők megrekedtek, a búrok pedig erős puskatüzet zúdítottak rájuk. A szívós brit katonák eddig soha sem látott elszántsággal küzdöttek és amint elérték a búr hadsereg középgerincét, a búr felemelték a fehér zászlót. Hamilton, a fehér zászló láttán tűzszünetet rendelet el, aminek hatására rövid időn belül búr ellentámadás indult mely során körülbelül 50 búr katona rontott az angolokra. A brit katonák azonban visszaverték a rohamot és üldözni kezdték a voortrekkereket . A búrok nem ismerték a fehér zászló szakszerű és előírt használatát, ezért nem tudták mikor ki adta meg magát. Elméletileg a búr hadseregben a csak a fővezér lobogtathatta volna meg a fehér zászlót, jelezve ezzel hogy az egész sereg megadta magát. Azonban itt nem így történt, és a búr katonák úgy értelmezték a fehér zászlót mint egy kisebb egység megadását, ez okozta a zászló körüli hatalmas kavarodást.
A telepesek vonala ennek köszönhetően teljesen megnyílt, és nyilvánvalóvá vált a vereség. A legtöbb búr katona próbált a tábor felé menekülni, de a brit lovasság rengeteget lemészárolt közülük, valószínűleg azon buzdultak fel ennyire mert fehér zászló ellenére megtámadták őket. A csata véget ért. A búrok üldözését később sokan bírálták, és többeknek ellenvetése volt a lándzsások kegyetlen rohama ellen is.

## Következmények
A második búr háború eddigi 3 csatájából a britek kettőt megnyertek ennek következményeként, jelentősen nőtt a morál. Bár a legtöbb katonai vezető látta hogy még sok csatát kell megvívni a döntő győzelemig. A veszteségek mindkét oldalon nagyok voltak.

## Lásd még
- Második búr háború
- Dél-Afrika
- A holland hadtest emlékműve

## Külső hivatkozás
- Az elandslaagtei csata helye térképen (angol nyelven). Plak.co.za. (Hozzáférés: 2011. február 19.)[halott link]